# Zygmunt Wyrobek
Zygmunt Wyrobek (ur. 3 marca 1872 w Krakowie, zm. 19 lutego 1939 tamże) – polski pedagog i wychowawca harcerzy, jeden z twórców harcerstwa w Krakowie, bliski współpracownik Andrzeja Małkowskiego. Aktywny instruktor Towarzystwa Gimnastycznego „Sokół”; członek Państwowej Rady Wychowania Fizycznego oraz wizytator szkół.

## Udział w Sokole
W 1894 sędziował pierwszy mecz w historii polskiej piłki nożnej, jaki rozegrano podczas zawodów na II Zlocie Młodzieży Sokolej we Lwowie. Mecz trwał tylko 6 minut, gdyż pod naciskiem kierownictwa zlotu sędzia musiał zakończyć spotkanie po zdobyciu przez Włodzimierza Chomickiego pierwszej bramki – match footbalistów miał być tylko pokazem, a oczekiwano na zawody gimnastyczne.
Był kierownikiem zawodów podczas największego zlotu sokolstwa w Galicji, który odbył się w Krakowie w dniach 14–17 lipca 1910 roku w 500 rocznicę zwycięstwa wojsk polsko-litewskich w bitwie pod Grunwaldem. W zlocie uczestniczyło 7097 sokołów, w tym 781 osób z ziem zaboru pruskiego i rosyjskiego, z Rosji, Francji i Ameryki. Ze wszystkich zaborów przybyło 711 sokolic z oddziałów żeńskich. W zlocie uczestniczył również 70-osobowy oddział konny. W wolnych ćwiczeniach gimnastycznych, w dniu 16 lipca, brało udział 3116 sokołów, zaś 17 lipca – 3312 sokołów. Obok zawodów lekkoatletycznych odbyły się zawody pływackie, w strzelectwie, zapasach, szermierce, kolarstwie, jeździe konnej i wioślarstwie. W czasie zlotu dokonano odsłonięcia Pomnika Grunwaldzkiego, który ufundował Ignacy Paderewski.

## Skauting i harcerstwo

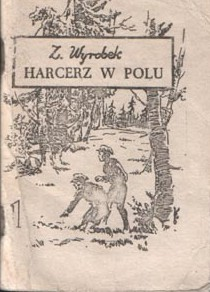
Harcerz w polu (1926)

We wrześniu 1910 uczniowie I Gimnazjum św. Anny w Krakowie założyli pierwszy w Krakowie skautowy „Zastęp Kruków”; zastęp ten prowadził Władysław Smolarski. W 1911 krakowski działacz Sokoła, Zygmunt Wyrobek w oparciu o „Zastęp Kruków” założył Drużynę Skautów im. Tadeusza Kościuszki – była to pierwsza drużyna skautowa w Krakowie.
W marcu Zygmunt Wyrobek został Komendantem Miejscowym w Krakowie. We wrześniu kierował ćwiczeniami ośmiu skautowych drużyn krakowskich w Kostrzu. Odbierał przyrzeczenie skautowe od 14-letniego Józka Grzesiaka, przyszłego „Czarnego”.
Ruch skautowy w Krakowie rozwijał się bardzo szybko, w 1911 roku istniały już trzy oddziały skupiające 225 uczniów, zaś w 1913 roku – 20 drużyn i 907 osób.
Autor podręczników harcerskich Vademecum skauta i Harcerz w polu (1926), a także innych książek, m.in. Niezwykła podróż (1921).

## Praca zawodowa
Zygmunt Wyrobek był uczniem dr. Henryka Jordana i po jego śmierci kierownikiem jordanowskiego parku w Krakowie.
Zygmunt Wyrobek zawodowo związany był z Uniwersytetem Jagiellońskim w Krakowie, pełnił tam funkcję wizytatora wychowania fizycznego i wykładowcy Studium Pedagogicznego.
Bezpośrednio po zakończeniu I wojny światowej utworzono przy Uniwersytecie Jagiellońskim roczne Państwowe Kursy Wychowania Fizycznego. W Krakowie, głównie dzięki staraniom prof. Wydziału Lekarskiego UJ Stanisława Ciechanowskiego, gorącego orędownika reaktywowania przedwojennego Studium WF, zorganizowano trzy takie kursy. Kierownikiem pierwszego z nich był sam Ciechanowski, pozostałych dwóch dr Zygmunt Wyrobek. Łącznie na trzech kursach kwalifikacje zdobyły 124 osoby.

## Ordery i odznaczenia
- Krzyż Kawalerski Orderu Odrodzenia Polski (9 listopada 1932)[1]
- Złoty Krzyż Zasługi (19 marca 1937)[2]